# Loren L. Ryder
Loren L. Ryder (9 de março de 1900 - 28 de maio de 1985) foi um engenheiro de som estadunidense. Ele ganhou cinco Oscars e foi indicado para mais 12 ao longo de sua carreira. De 1936 a 1957, Ryder foi diretor de som e engenheiro-chefe na Paramount, onde foi indicado ao seu primeiro Oscar pela produção de 1937 Uma Nação em Marcha.

## Filmografia selecionada
Oscar de Melhor Mixagem de Som (indicações)
- Uma Nação em Marcha (1937)[2]
- Se Eu Fora Rei (1938)[3]
- Sonho Maravilhoso (1939)[4]
- Legião de Heróis (1940)[5]
- Com Qual dos Dois? (1941)[6]
- A Sedução do Marrocos (1942)[7]
- A Sultana de Sorte (1943)[8]
- Pacto de Sangue (1944)[9]
- Medo Que Domina (1945)[10]
- A Guerra dos Mundos (1953)[11]
- Janela Indiscreta (1954)[12]
- Os Dez Mandamentos (1956)[13]

Oscar de Melhores Efeitos Visuais (indicações)
- Aliança de Aço (1939)[4]
- Typhoon (1940)[5]